# Kusicielka (film 1935)
Kusicielka (ang. Dangerous, 1935) – amerykański czarno-biały dramat filmowy w reżyserii Alfreda E. Greena. Scenariusz na podstawie własnego opowiadania Hard Luck Dame, opracował Laird Doyle.
Za rolę w tym filmie Bette Davis otrzymała Oscara dla najlepszej aktorki pierwszoplanowej podczas 8. ceremonii wręczenia Oscarów.

## Obsada
- Bette Davis jako Joyce Heath
- Franchot Tone jako Don Bellows
- Margaret Lindsay jako Gail Armitage
- Alison Skipworth jako Pani Williams
- John Eldredge jako Gordon Heath
- Dick Foran jako Teddy
- Walter Walker jako Roger Farnsworth
- Richard Carle jako Pitt Hanley
- George Irving jako Charles Melton
- Pierre Watkin jako George Sheffield
- Douglas Wood jako Elmont
- William B. Davidson jako Reed Walsh

i inni